# 5456 Merman
5456 Merman eller 1979 HH3 är en asteroid i huvudbältet som upptäcktes den 25 april 1979 av den rysk-sovjetiske astronomen Nikolaj Tjernych vid Krims astrofysiska observatorium på Krim. Den har fått sitt namn efter Grigorij A. Merman.
Asteroiden har en diameter på ungefär 4 kilometer och den tillhör asteroidgruppen Vesta.